# Aleksej Konstantinovič Zaguljaev
Aleksej Konstantinovič Zaguljaev (in russo Алексей Констанович Загуляев?), noto anche come Zagulayev (1924 – 2007) è stato un entomologo russo.

## Opere
Scrisse la monografia True Mothss sulle tarme.